# 赫拉尼采

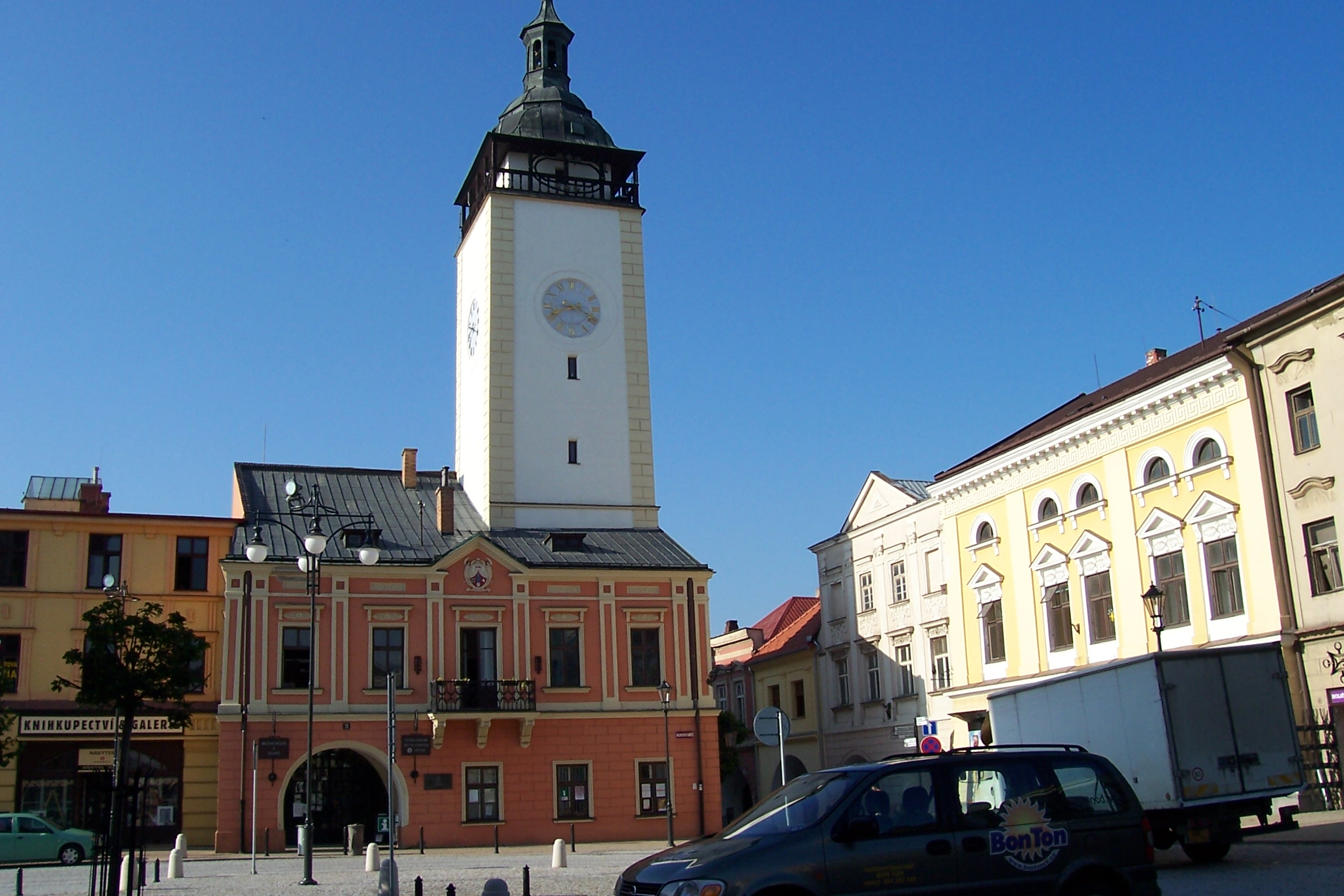

赫拉尼采是捷克的城鎮，位於該國東部，距離首府奧洛穆茨40公里，由奧洛穆茨州負責管轄，面積49.79平方公里，海拔高度250米，2006年人口19,684。

## 外部連結
- （捷克文） Official website（页面存档备份，存于）